# Lamachella marginalis
Lamachella marginalis är en tvåvingeart som beskrevs av Smith 1969. Lamachella marginalis ingår i släktet Lamachella och familjen puckeldansflugor. Inga underarter finns listade i Catalogue of Life.